# 전북특별자치도보조기기센터
전북특별자치도보조기기센터는 대한민국 전북특별자치도에 거주하는 장애인, 노인에게 효율적인 보조기기 지원 및 활용촉진을 통해 장애인 및 노인 등의 활동제약을 최소화하고, 완전하 사회참여 및 삶의 질 향상을 도모함으로써 사회통합에 기여하기 위해 만들어졌다.

## 설치 근거 및 소관 업무

### 설치 근거
- 장애인, 노인 등을 위한 보조기기 지원 및 활용촉진에 관한 법률[1] 제 14조 지역보조기기센터
- 전라북도 장애인·노인 등을 위한 보조기기 지원 및 활용 촉진에 관한 조례[2] 제5조(센터의 설치 및 운영)